# Tan Sitong
Tan Sitong (ur. 10 marca 1865, zm. 28 września 1898) – chiński publicysta, poeta, pisarz i filozof. Antymandżurski rewolucjonista, zwolennik liberalnych reform i okcydentalizacji Chin.
Wcześnie stracił matkę i był wychowywany przez macochę; w młodości odbył podróże po chińskich prowincjach (m.in. Xinjiangu), w trakcie których napisał ponad 200 wierszy o społecznej wymowie. Od 1896 roku wraz z Liang Qichao prowadził działalność publicystyczną, nawołując do reform. Został dostrzeżony przez reformatorsko nastawionego gubernatora prowincji Hunan, Chen Baozhena, który zaangażował go do pracy przy projektach modernizacyjnych. Był uczniem Yanga Wenhui.
Był jednym z czołowych działaczy okresu znanego jako sto dni reform; 20 czerwca 1898 roku został mianowany przez cesarza Guangxu jednym z czterech członków Wielkiej Rady. Po upadku stu dni reform jako jeden z nielicznych nie zdecydował się na emigrację i pozostał w kraju. 28 września 1898 roku z rozkazu cesarzowej Cixi został stracony wraz z pięcioma innymi reformatorami.
Tan Sitong był autorem traktatu Nauka o humanitarności (仁學, Renxue), w którym próbował dokonać syntezy filozofii neokonfucjańskiej z pojęciami zaczerpniętymi z nowoczesnej nauki zachodniej, zwłaszcza z zakresu fizyki i chemii.